# Roman o samurajih
Roman o samurajih je prozno delo, ki se v osnovi deli na zgodovinski roman in roman o borilnih veščinah. Osebe, dogodki in okolje so lahko resnični ali izmišljeni.

## Tematika romana o samurajih
Romani o samurajih pripovedujejo zgodbe o japonskih bojevnikih, ki so se pojavili v 8. stoletju. V obdobju Heian, ko je cesarska vladavina dosegla svoj vrhunec, so branili t. i. divji vzhod zoper barbarsko ljudstvo Ajnu. V 12. stoletju so prerasli v vojaško elito in zavladali deželi skozi bakufu, vojaško vlado, ki ji je načeljeval šogun. V obdobju miru, treh stoletij Tokugavinih šogunov, pa so se iz vojaške kaste prelevili v uradnike. V 19. stoletju so s t. i. Mejidži restavracijo, ali obnovo cesarske oblasti, doživeli svoj zaton.

## Značilnosti romana o samurajih
Zgodbe se v glavnem odvijajo v fevdalni Japonski. V osnovi se roman deli na tiste, ki temeljijo na borilnih veščinah, prevsem mečevanju in na zgodovinske romane, ki opisujejo velike samurajske bitke in posamezne vojskovodje. Kot podzvrst se pojavljajo detektivski, ljubezenski, trilerji in fantastični romani. Junaki živijo po samurajskem kodeksu bušidu. V ospredju je vazalsko – seniorski odnos med samurajem in njegovim gospodarjem. Povzdigujejo se vrline, kot so čast, pogum, zvestoba in preziranje smrti. Eden osrednjih motivov je junaška smrt. Glavni protagonisti so samuraj, nindža, zenovski menih, zapeljiva gejša. Kot stranski liki se pojavljajo trgovec, obrtnik in kmet.

## Japonski roman o samurajih
Prvi zapis zgodb o samurajih izvira iz 12. stoletja. Minamoto Takakuni je okoli l. 1120 napisal obsežno zbirko 31 knjig z naslovom Antologija zgodb preteklih dni (Kondžiki monogatari). Začetnik modernega japonskega romana je Ihara Sajkaku (1642 – 1693) z delom Zgodbe o samurajski časti (Bukekiri monogatari). Najvidnejši avtor te zvrsti je Ejidži Jošikava (1892 – 1962) z romanom Musaši (1935 - 1939), ki pripoveduje o življenju največjega japonskega mečevalca in bojevnika. Druga pomembna Joškikavova dela so še: Tajko, Nova zgodba o Hejkah in Romnaca treh kraljestev. Med romani izstopa še delo pisatelja Jasuši Inoueja (1907 – 1991), ki je l. 1953 napisal roman Prapor samuraja Furina Kazana. Pomebni avtorji so še Šusaku Endo, Dale Furutani, Takaši Macuoka, Kejičiro Rju, Tošijuki Macumoto idr.     

## Nejaponski roman o samurajih
V to skupino sodijo dela, ki jih niso napisali japonski avtorji, vendar obravnavajo samurajsko tematiko. Najbolj odmevni roman je l. 1975 napisal James Clavell z naslovom Šogun. Delo opisuje vojskovodjo Ijejasu Tokugavo (v knjigi Toronaga), kako se vzpenja na oblast in postane šogun. Glavni junak je Anglež John Blackthorn, ki je bil zasnovan po resnični osebi Williamu Adamsu. Drugi pomembni avtorji so John Allyn, William Morel, Douglas Bailey, Michael R. Zomber idr.     

## Mladinski roman o samurajih
Mladinski roman ima izredno bogato produkcijo. Najbolj znana pisateljica je Lian Hern, kije zaslovela s petimi romani Saga o Otorijih (2002 - 2004). Na drugem mestu po priljubljenosti je Chris Bradford z osmimi romani o Mladem samuraju (2008 – 2012). Svetovno slavo pa je dosegla tudi Carrie Asai s šestimi romani iz serije Samurajsko dekle (2003 - 2004).
Romani o samurajih so doživel številne filmske adaptacije in TV serije, med katerimi najbolj izstopajo Šogun, Musaši in Samurajsko dekle.